# Camille Perfetti
Camille Perfetti, né le 21 octobre 1875 à Ciudad Bolívar au Venezuela et mort le 5 décembre 1956 à Hortes (Haute-Marne), est un homme politique français, docteur en médecine de formation.

## Mandats
- Maire de Hortes du 19 mai 1912 au 5 décembre 1956 (réélu le 10 décembre 1919, le 16 mai 1925, le 18 mai 1929, le 12 mai 1935, le 19 mai 1945, le 31 octobre 1945, le 31 octobre 1947 et le 9 mai 1953)[1]
- Conseiller général du canton de Terre-Natale (Varennes-sur-Amance) de 1919 à 1940, puis de 1945 à 1956.

- Député radical de la Haute-Marne de 1928 à 1940, questeur de la Chambre des Députés de 1937 à 1939.

Lors des élections législatives de 1936, Camille Perfetti se décrit comme « Républicain fervent, laïc éprouvé, représentant fidèle ». Il vote favorablement pour le gouvernement de Front populaire de Léon Blum. le 10 juillet 1940, il est à bord du Massilia en direction de l'Afrique du Nord, ce qui fait qu'il est excusé lors du vote qui accorde le pleins pouvoirs à Philippe Pétain. Il est raisonnable de penser que s'il avait été présent à Vichy, Camille Perfetti aurait refusé les pleins pouvoirs à Pétain et se serait ajouté aux 80 parlementaires qui ont témoigné leur fidélité à la République.
- Ministre des Pensions du 1er au 7 juin 1935 dans le gouvernement Fernand Bouisson.

## Source bibliographique
- « Camille Perfetti », dans le Dictionnaire des parlementaires français (1889-1940), sous la direction de Jean Jolly, PUF, 1960 [détail de l’édition]